# 南憲一
南 憲一（みなみ けんいち、1960年2月 - ）は、嘉悦大学経営経済学部教授、パソコン利用技術学会常任理事。

## 略歴
- 都立国立高校卒業
- 1984年　筑波大学大学院修士課程経営政策科学研究科修了
- 1984年　（株）日立製作所に入社
- 1988年　嘉悦女子短期大学講師

## 主な著作
- 『パソコン入門―OA化社会に向けて』、（共著）、朝倉書店、1989年
- 『IT活用のためのビギナーズbook パソコンを120%使う本』、（共著）、日科技連出版社、2005年
- 『経営情報論』、（共著）、日科技連出版社、2007年
- 『教科書ICT』、（共著）、日科技連出版社、2008年